# Gerald Götting
Gerald Götting est un homme politique est-allemand né le 9 juin 1923 à Nietleben, Halle-sur-Saale et mort le 19 mai 2015 .
Membre de la CDU de la RDA, député, il est président de la Chambre du peuple de 1969 à 1976.